# Abfaltersbach (Tyrol)
Abfaltersbach – gmina w Austrii, w kraju związkowym Tyrol, w powiecie Lienz. Według Austriackiego Urzędu Statystycznego liczyła 647 mieszkańców (1 stycznia 2015).